# President de l'Índia

Bandera del president de l'Índia.

El President de l'Índia és el cap d'estat d'Índia. És també el Comandant-en-Cap de les forces armades del país. És triat per un col·legi electoral compost per membres de les dues cases del Parlament, a Lok Sabha o Cambra dels diputats, i la Rajya Sabha o Senat.
Aquesta és la llista dels presidents de l'Índia després de 1950, quan el país va esdevenir una república.
| Nom                                 | Imatge                   | Començament del mandat | Fi del mandat        |
| ----------------------------------- | ------------------------ | ---------------------- | -------------------- |
| Rajendra Prasad                     |                          | 26 de gener de 1950    | 13 de maig de 1962   |
| Sarvepalli Radhakrishnan            | Sarvepalli Radhakrishnan | 13 de maig de 1962     | 13 de maig de 1967   |
| Zakir Hussain                       |                          | 13 de maig de 1967     | 3 de maig de 1969    |
| Varahagiri Venkata Giri ¹           |                          | 3 de maig de 1969      | 20 de juliol de 1969 |
| Muhammad Hidayatullah ¹             |                          | 20 de juliol de 1969   | 24 d'agost de 1969   |
| Varahagiri Venkata Giri             |                          | 24 d'agost de 1969     | 24 d'agost de 1974   |
| Fakhruddin Ali Ahmed                |                          | 24 d'agost de 1974     | 11 de febrer de 1977 |
| Basappa Danappa Jatti ¹             |                          | 11 de febrer de 1977   | 25 de juliol de 1977 |
| Neelam Sanjiva Reddy                | Neelam Sanjiva Reddy     | 25 de juliol de 1977   | 25 de juliol de 1982 |
| Giani Zail Singh                    |                          | 25 de juliol de 1982   | 25 de juliol de 1987 |
| Ramaswamy Venkataraman              | Ramaswamy Venkataraman   | 25 de juliol de 1987   | 25 de juliol de 1992 |
| Shankar Dayal Sharma                | Shankar Dayal Sharma     | 25 de juliol de 1992   | 25 de juliol de 1997 |
| Kocheril Raman Narayanan            | K. R. Narayanan          | 25 de juliol de 1997   | 25 de juliol de 2002 |
| Avul Pakir Jainulabdeen Abdul Kalam | A P J Abdul Kalam        | 25 de juliol de 2002   | 25 de juliol de 2007 |
| Pratibha Patil                      | Pratibha Patil           | 25 de juliol de 2007   | 25 de juliol de 2012 |
| Pranab Mukherjee                    | Pranab Mukherjee         | 25 de juliol de 2012   | 25 de juliol de 2017 |
| Ram Nath Kovind                     |                          | 25 de juliol de 2017   | 25 de juliol de 2022 |
| Droupadi Murmu                      |                          | 25 de juliol de 2022   |                      |

¹ president interí